# Pseudocyathodonta
Pseudocyathodonta is een monotypisch geslacht van tweekleppigen uit de  familie van de Thraciidae.

## Soort
- Pseudocyathodonta draperi (Coan, 1990)